# 但澤十字獎章
但澤十字獎章 (德語:Danziger Kreuz)　是納粹黨於但澤自由市所建立的獎勵勳章。是由但澤自由市的大區長官艾伯特·福斯特於1939年8月31日創立的獎章，其階級制度與配戴方式皆與鐵十字勳章極為相似，都擁有兩種階級。
它被授予在1939年9月1日但澤併入德國領土之前就已在但澤建立納粹黨並為扶植傀儡政權的但澤和德國的納粹黨員們。
到1939年12月為止，共有頒發了88枚一等十字勳章和253枚二等十字勳章，其中大部分是在1939年10月24日舉行的儀式上所頒發的。漢斯·法朗克於1940年5月19日獲得了該獎項。

## 設計

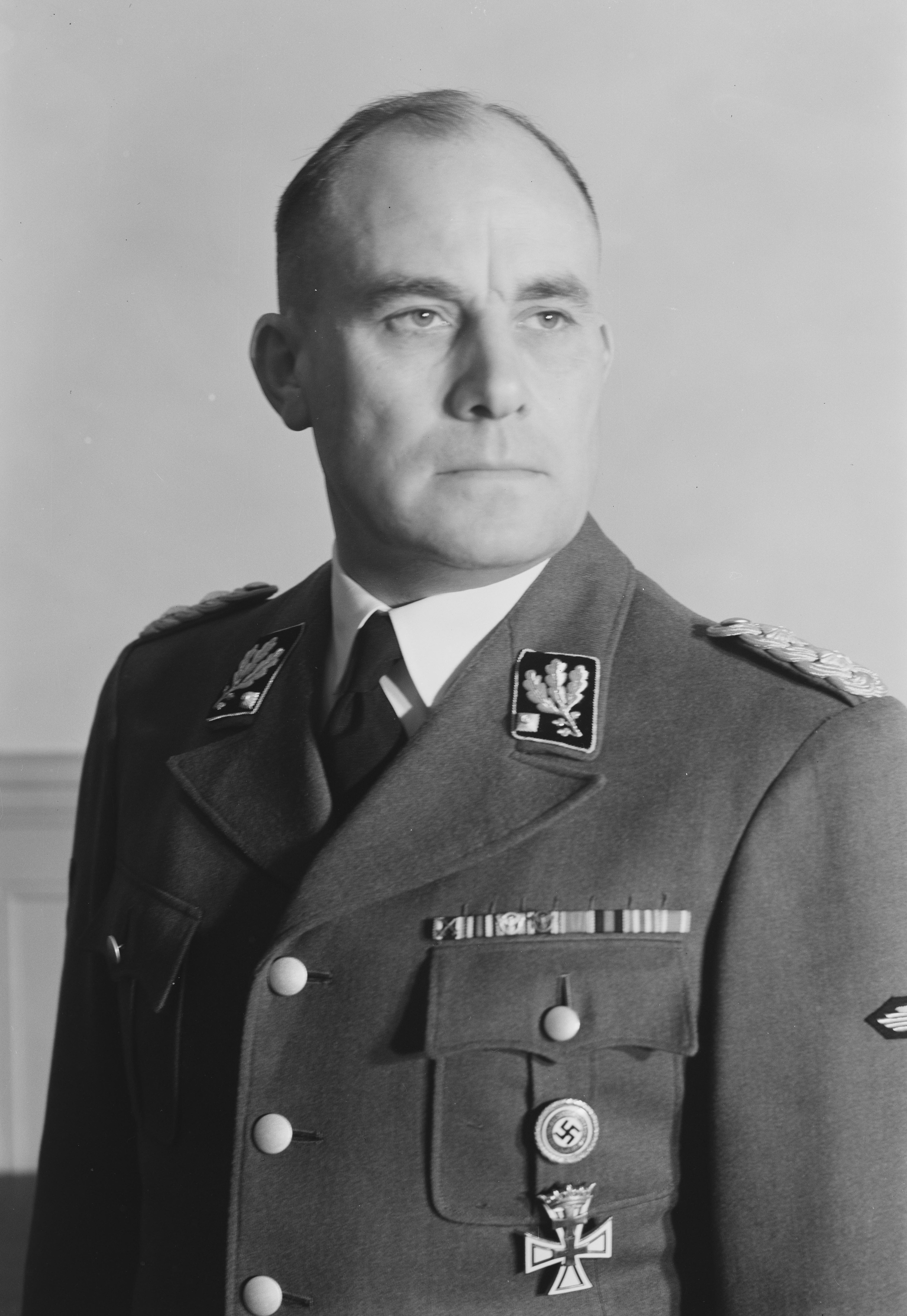
在1941年德佔挪威時期擔任親衛隊與警察領導的親衛隊上級集團領袖 威廉·雷迪斯,其身穿的軍服左口袋配有一級但澤十字獎章以及金色納粹黨章

但澤十字獎章由本諾·馮·阿倫特設計。其中的白色十字為琺瑯材質且邊框有鍍金。十字架的上臂和中心則帶有但澤市徽中的皇冠及雙十字架，其中也同樣是鍍金的。背面則是印有製造商標記"Huelse Berlin"的平底。二級獎章為高43毫米，寬31毫米的獎章，勳章頂部繫有一條帶有黃色和白色邊的紅色勳帶。而一級獎章則略大，有60毫米高，44毫米寬，為凸面，背面有一個別針座，用於別在軍服的左側口袋。
作為但澤納粹政府的獎章，十字獎章被認為是德意志國家的官方獎章，因此可以配戴於親衛隊和德意志國防軍的制服上。1945年德國戰敗後，所有納粹時代的勳章都被禁止，然而但澤十字勳章不在其中，1957年德意志聯邦共和國政府允許擁有者可佩戴此獎章。